# Eriko Tamaki
Eriko Tamaki (jap. 玉木 絵里子, Tamaki Eriko; * 16. September 1990) ist eine japanische Badmintonspielerin. 

## Karriere
Eriko Tamaki nahm 2006 und 2008 an den Badminton-Juniorenweltmeisterschaften teil. Als beste Platzierung erreichte sie dabei Platz neun im Jahr 2008. Beim Smiling Fish 2008 schied sie im Einzel im Viertelfinale aus, bei den Austrian International 2010 im Achtelfinale des Doppels. 2012 stand sie im Hauptfeld der Japan Super Series, unterlag dort jedoch gegen Nitchaon Jindapol in der ersten Runde. 2013 war sie bei der Universiade am Start und wurde dort mit dem japanischen Team Sechste.